# Ischnothyreus serpentinum
Ischnothyreus serpentinum is een spinnensoort in de taxonomische indeling van de Dwergcelspinnen (Oonopidae).
Het dier behoort tot het geslacht Ischnothyreus. De wetenschappelijke naam van de soort werd voor het eerst geldig gepubliceerd in 2001 door Michael Saaristo.